# Joe Buckhalter
Joseph "Joe" Buckhalter (Chicago, 1 de agosto de 1937 - 30 de diciembre de 2013) fue un exjugador y exentrenador de baloncesto estadounidense que disputó dos temporadas en la NBA, además de jugar en la EPBL y en los Harlem Globetrotters. Con 2,01 metros de estatura, lo hacía en la posición de ala-pívot.

## Trayectoria deportiva

### Universidad
Jugó durante su etapa universitaria con los Tigers de la Universidad Estatal de Tennessee.

### Profesional
Fue elegido en la octogésimo primera posición del Draft de la NBA de 1958 por St. Louis Hawks, pero no tuvo hueco en el equipo, por lo que se marchó a jugar con los Harlem Globetrotters, al igual que varios compañeros de universidad.
En 1961, los Hawks, que tenían sus derechos en la NBA, lo traspasan a Cincinnati Royals a cambio de una futura ronda del draft. En su primera temporada en el equipo promedió 5,9 puntos y 4,2 rebotes por partido. Al año siguiente apenas disputaría un par de partidos, acabando su carrera como jugador en los Wilkes-Barre Barons de la EPBL.

## Estadísticas de su carrera en la NBA

### Temporada regular
| Temporada | Edad | Equipo            | Liga | P  | TIT | MIN  | TC  | TCA | %TC  | 3P | 3PA | %3P | TL  | TLA | %TL   | R.OF. | R.DEF. | REB | ASIS | ROB | TAP | PER | FP  | PTS |
| 1961-62   | 24   | Cincinnati Royals | NBA  | 63 |     | 11.6 | 2.4 | 5.3 | .458 |    |     |     | 1.1 | 1.7 | .620  |       |        | 4.2 | 0.7  |     |     |     | 2.0 | 5.9 |
| 1962-63   | 25   | Cincinnati Royals | NBA  | 2  |     | 6.0  | 0.0 | 2.5 | .000 |    |     |     | 1.0 | 1.0 | 1.000 |       |        | 1.5 | 0.0  |     |     |     | 0.5 | 1.0 |
| Total     |      |                   | NBA  | 65 |     | 11.4 | 2.4 | 5.2 | .451 |    |     |     | 1.1 | 1.7 | .627  |       |        | 4.1 | 0.7  |     |     |     | 1.9 | 5.8 |

### Playoffs
| Temporada | Edad | Equipo            | Liga | P | TIT | MIN  | TC  | TCA | %TC  | 3P | 3PA | %3P | TL  | TLA | %TL  | R.OF. | R.DEF. | REB | ASIS | ROB | TAP | PER | FP  | PTS |
| 1961-62   | 24   | Cincinnati Royals | NBA  | 4 |     | 15.0 | 4.0 | 9.5 | .421 |    |     |     | 0.5 | 0.8 | .667 |       |        | 5.5 | 1.0  |     |     |     | 3.5 | 8.5 |
| Total     |      |                   | NBA  | 4 |     | 15.0 | 4.0 | 9.5 | .421 |    |     |     | 0.5 | 0.8 | .667 |       |        | 5.5 | 1.0  |     |     |     | 3.5 | 8.5 |

### Entrenador
Entre 1975 y 1977 fue el entrenador de la Universidad Estatal de Chicago, consiguiendo 36 victorias por 41 derrotas.